# Автошлях E806
Європейський маршрут E 806 — це європейська дорога класу B у Португалії, що сполучає міста Торреш-Новаш — Гуарда.

## Маршрут
- Португалія
  - Торреш-Новаш
  - Каштелу-Бранку
  - E801 Гуарда